# Сафа і Марва
Сафа і Марва (араб. الصفا Aş-Şafā ‎; المروة Al-Marwah) — два пагорби у Мецці, між якими відбувається ритуальний біг (сай) — один із обрядів хаджу і умри
У Корані сказано:

|  | Воістину ас-Сафа і аль-Марва — одні з обрядових знамень Аллаха. Хто здійснює хадж до Кааби чи мале паломництво, той не здійснить гріха, якщо пройде поміж ними… |

 (2: 158)

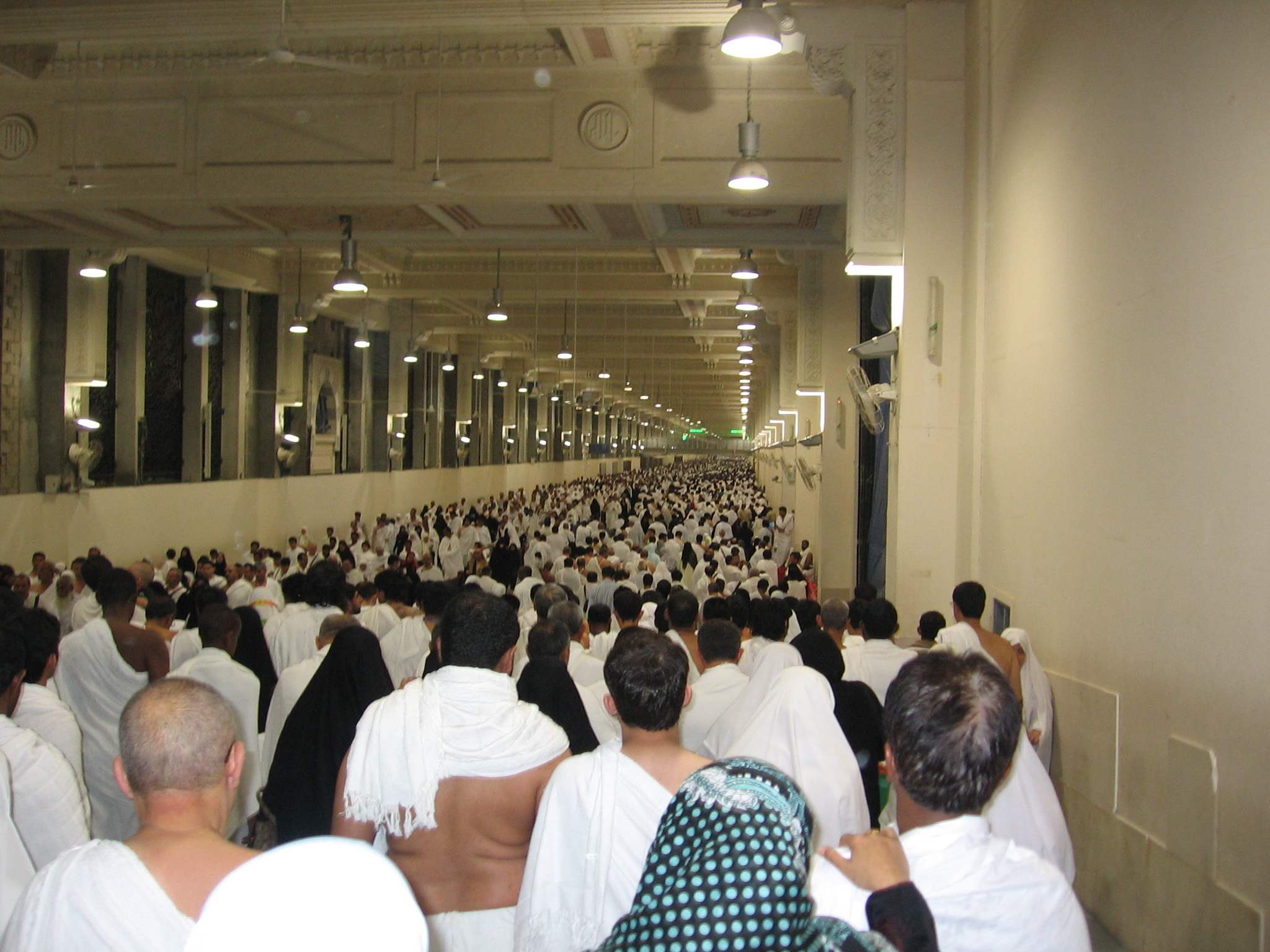
Критий простір поміж пагорбами Сафа і Марва у Великій мечеті

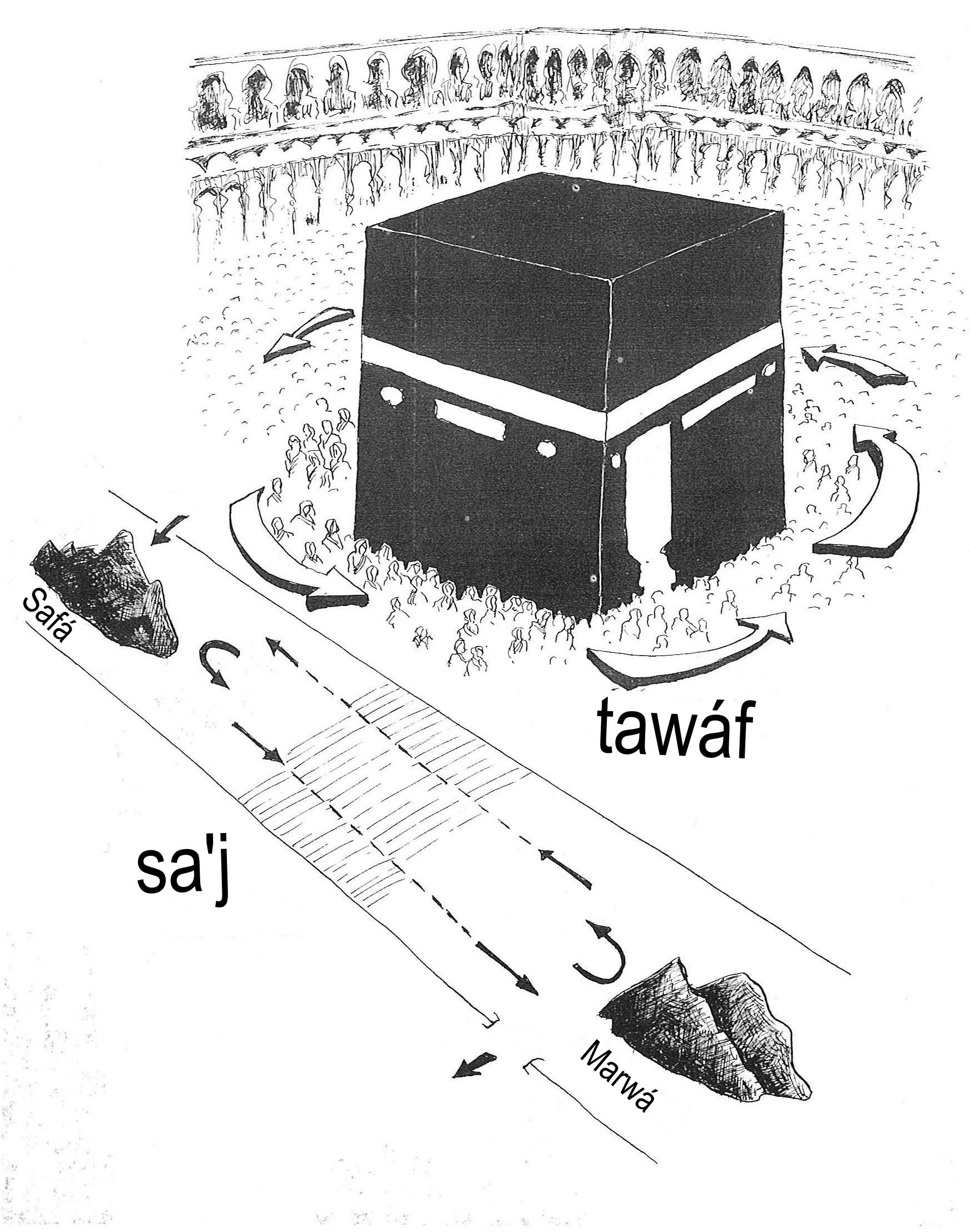
Обряд сай між пагорбами Сафа і Марва

Обряд сай відбувається так: паломник виходить із Мечеті Аль-Харам, ступаючи з лівої ноги, піднімається на пагорб Сафа, повертається обличчям до Кааби, звертається до Аллаха з молитвою про милості та проханням захистити від нещасть, потім спускається до стовпа (міл), що встановлений коло підніжжя пагорбу, від якого біжить до іншого стовпа, коло підніжжя Марви, після чого піднімається на цей пагорб. Там він повертається до Кааби, промовляє молитву і повертається на Сафу. Цей обряд повторюється сім разів.

За мусульманською традицією вважається, що між пагорбами Сафа і Марва у пошуках води сім разів пробігала Хаджар (Агар), що була залишена разом із сином Ісмаїлом пророком Ібрагімом у пустелі.